# Ruellia pauciovulata
Ruellia pauciovulata är en akantusväxtart som beskrevs av Raymond Benoist. Ruellia pauciovulata ingår i släktet Ruellia och familjen akantusväxter. Inga underarter finns listade i Catalogue of Life.